# Transports en Suède

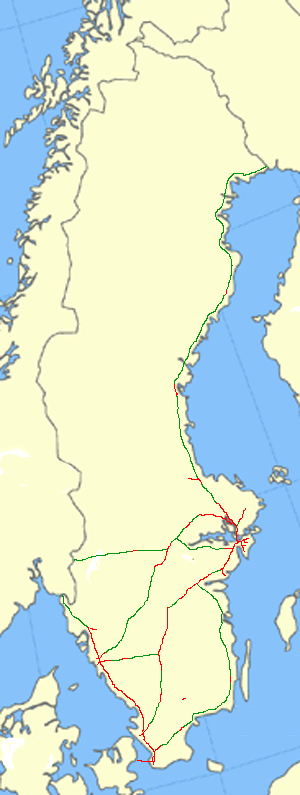
Réseau autoroutier suédois.

Le transport en Suède repose sur le rail, la route, les voies fluviales et maritimes, ainsi que sur le transport aérien. Le pays dispose d'excellentes infrastructures de transport.

## Transport routier
Le réseau routier suédois est de 579 564 km, dont 1 913 km de voies express. La conduite se faisait à gauche jusqu'en septembre 1967.
La gestion des routes est assurée par l'administration nationale suédoise des Transports qui est chargée de la construction et de l'entretien du réseau.
Les enquêtes sur les accidents qui cherchent à améliorer la sécurité routière sont gérées par le Swedish Accident Investigation Authority (Statens haverikommission - SHK) qui est une autorité gouvernementale qui est une sorte d'équivalent du BEATT.

## Transports en commun
Le métro de Stockholm est le seul métro du pays. Plusieurs villes disposent cependant d'un réseau de tramways, dont Göteborg ou Norrköping.

## Transport ferroviaire

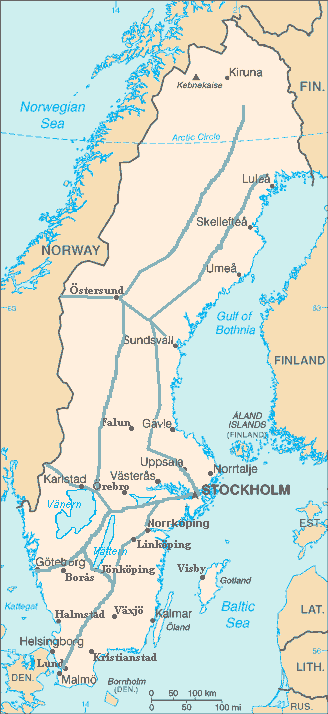
Principales liaisons ferroviaires de Suède.

Le réseau ferroviaire suédois comporte 11 915 km de voies ferrées.
Longtemps réputé pour être l'un des plus fiables et égalitaires d'Europe, le système ferroviaire est progressivement privatisé à partir de 2001. La concurrence a cependant généré certains désagréments pour les usagers : le réseau est devenu cher, compliqué et peu ponctuel[réf. nécessaire]. La privatisation a été si mal réalisée que le journaliste Mikael Nyberg l'a qualifiée de « grand brigandage ». En 2014, 70 % des Suédois se prononcent pour la nationalisation du réseau.

## Transport par voie d'eau
La Suède compte 2 052 km de voies navigables en 2010.
Les principaux ports sont : Brofjorden, Göteborg, Helsingborg, Karlshamn, Lulea, Malmö, Stockholm, Trelleborg, Visby.

## Transport aérien
La Suède dispose de 231 aéroports sur son territoire en 2013, ainsi que 2 héliports.
Les principales compagnies aériennes sont Scandinavian Airlines System, Golden Air, Malmö Aviation; les principales compagnies régionales sont Nextjet et Höga Kusten Flyg.
La capitale Stockholm est desservie par 4 aéroports : l'aéroport de Stockholm-Arlanda (le plus important), l'aéroport de Stockholm-Bromma (ouvert en 1936), l'Aéroport de Stockholm-Skavsta (compagnies à bas coûts) et l'aéroport de Stockholm-Västerås (à 100 km de la ville).

## Autres
La Suède dispose de 1 626 km de gazoducs.